# The Melody at Night, with You (Album)
The Melody at Night, with You ist ein Soloalbum des US-amerikanischen Pianisten Keith Jarrett. Es wurde 1998 in seinem privaten Musikstudio aufgenommen und 1999 durch ECM Records veröffentlicht.

## Das Album
Das Album wurde während seiner Erkrankung am Chronischen Fatigue-Syndrom aufgenommen und war seiner zweiten Ehefrau Rose Anne gewidmet: „Für Rose Anne, die die Musik hörte und sie mir dann zurück gab.“
In einem Interview mit dem Time Magazine im November 1999 erläuterte er: „Ich startete mit den Aufnahmen im Dezember 1997, es sollte ein Weihnachtsgeschenk für meine Frau werden. Ich hatte gerade meinen Hamburger Steinway überholen lassen und wollte ihn ausprobieren und ich habe mein privates Musikstudio ganz in der Nähe meines Wohnhauses. Also beabsichtigte ich, nach dem Aufwachen, wenn ich einen halbwegs ordentlichen Tag habe, das Tonbandgerät einzuschalten und ein paar Minuten zu spielen. Ich war zu erschöpft um mehr zu tun. Dann klappte es mit der Platzierung des Aufnahmemikrofons, der neuen Mechanik des Instrumentes, … ich konnte so sanft spielen, … und die innere Dynamik der Melodien … der Lieder. Es war eines von diesen kleinen Wundern für die man bereit sein muss, aber Teil davon war auch, dass ich gerade nicht genug Energie hatte um raffiniert zu sein.“ Weitere Erläuterungen zum Album finden sich in Wolfgang Sandners Biografie über Keith Jarrett: „Ich hatte nur die Kraft für eine einzige Sache, die dadurch so etwas wie einen Zen-Charakter bekam – schlank, anmutig, diskret. Es sind Aufnahmen, die zeigen, wie man Melodien spielen kann, ohne zugleich raffiniert zu sein. Ich habe mich gewissermaßen von Jazz-Harmonien entgiftet, die aus dem Kopf stammen und nicht aus dem Herzen.“
Obwohl Jarrett meist beachtet ist für seine Improvisationen enthält dieses Album nur wenige Improvisationen – es besteht aus acht Jazzstandards, zwei Traditionals und nur einer Improvisation („Meditation“, die zweite Hälfte von Titel 6, thematisch verbunden mit Blame It on My Youth, der ersten Hälfte des Titels).

## Die Mitwirkenden

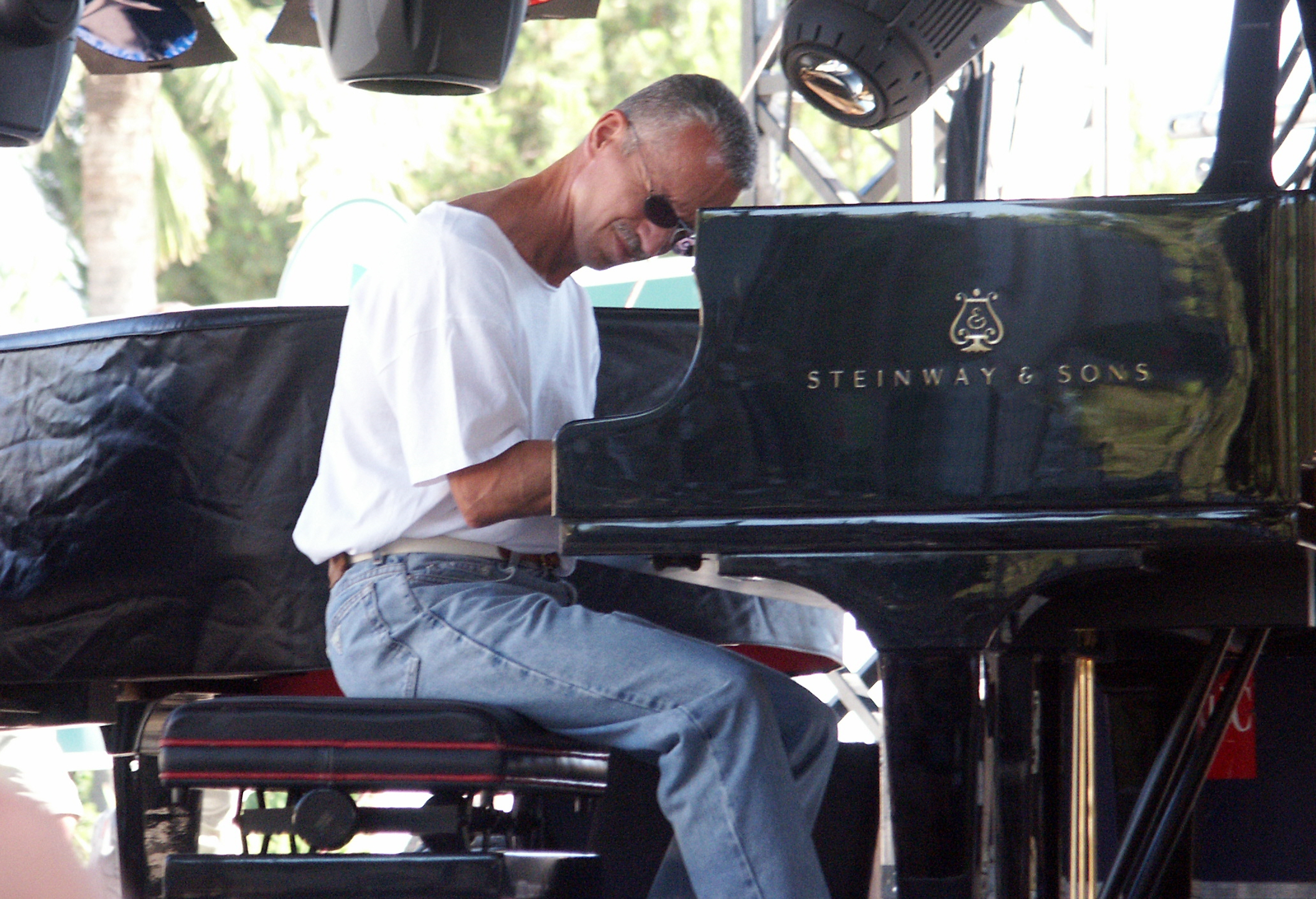
Keith Jarrett (2003)

### Der Musiker und sein Instrument
- Keith Jarrett – Piano

### Der Produktionsstab
- Daniela Nowitzki – Covergestaltung
- Rose Anne Jarrett – Fotos des Beiheftes
- Sascha Kleis – Design
- Manfred Eicher – Produzent
- Keith Jarrett – Aufnahmetechnik, Produzent

## Die Titelliste
Alle Titel sind Jazzstandards oder Traditionals (5 & 9) von anderen Komponisten, mit Ausnahme der zweiten Hälfte von Titel 6 („Meditation“), die eine Improvisation von Keith Jarrett ist.
- Keith Jarrett: The Melody at Night, with You (ECM 1675 (547 949-2))

1. I Loves You, Porgy (George Gershwin, Ira Gershwin, Dubose Heyward) – 5:50
2. I Got It Bad (and That Ain’t Good) (Duke Ellington, Paul Francis Webster) – 7:10
3. Don’t Ever Leave Me (Oscar Hammerstein II, Jerome Kern) – 2:47
4. Someone to Watch Over Me (George Gershwin, Ira Gershwin) – 5:05
5. My Wild Irish Rose (Traditional) – 5:21
6. Blame It on My Youth/Meditation (Edward Heyman, Oscar Levant/Keith Jarrett) – 7:19
7. Something to Remember You By (Howard Dietz, Arthur Schwartz) – 7:15
8. Be My Love (Nicholas Brodszky, Sammy Cahn) – 5:38
9. Shenandoah (Traditional) – 5:52
10. I’m Through with Love (Gus Kahn, Fud Livingston, Matty Malneck) – 2:56

## Die Rezeption
Das Album war kommerziell sehr erfolgreich, war eines der bestverkauften Jazz-Instrumentalalben des Jahres 2000 und gewann eine Reihe von Auszeichnungen. Der zweite Titel, I Got It Bad (and That Ain't Good), war nominiert für den 2001 Grammy Award für das beste Instrumentalsolo im Bereich Jazz.
Die Bewertung der Kritiker war eher gemischt, einige der Kritiken priesen die Intimität der Aufnahmen, andere kritisierten ihre Einfachheit. So schreibt Ralf Dombrowski in Jazz thing (11/99): das Album „transportiert voller Charme die musikalische Intimität eines geläuterten Romantikers, der sich auf den Glanz der Einfachheit besinnt, die er einst mit ‚Facing You‘ hinter sich zu lassen versuchte. Der 52jährige Pianist spielt Gershwin und Ellington, Folk Songs und einen Schlager von Mario Lanza. Die flinke Geläufigkeit vermeidet er zugunsten auratischer Besinnlichkeit. Choralhaft ernst und gospelnah pathetisch versenkt er sich in Meditationen über Nähe und Anmut. Der einzelne, gezielt plazierte Ton ersetzt die Fülle des Wohllauts ausschweifender Impressionen. Jarrett wird älter und nützt die Summe der Erfahrungen zur Reduktion. Ein Album voller Raum, aber ohne Leerstellen.“ Und Werner Stiefele kommentiert in Scala (6/99): „Keith Jarrett verzichtet darauf, George Gershwins ‚I Loves You Porgy‘ als Ausgangspunkt zu einem furiosen Feuerwerk zu nehmen. Der Piano-Virtuose spielt die Melodie, flicht gerade mal einige Töne mit der linken Hand ein, die eher unterstützen als begleiten, mehr passiert nicht. So klangschön, langsam und reduziert hat schon lange keiner mehr den modernen Opern-Klassiker zum Klingen gebracht. Ähnlich langsam und bedächtig gestaltet Jarrett alle zehn Standards auf seiner Solo-CD. Wie die Dichter der japanischen Haikus holt er die Quintessenz aus dem Thema – und drückt damit mehr aus, als die meisten großorchestralen Fassungen könnten. The Melody at Night, with You hat Jarrett seiner Frau Rose Anne gewidmet, eine Liebeserklärung in zehn Teilen, von denen jeder einzelne eine klingende Insel der Schönheit, Zärtlichkeit und Hoffnung ist.“ Für Wolfgang Sandner – den deutschen Biografen Keith Jarretts – sind es „schlichte pianistische Selbstgespräche als Zeichen der Rekonvaleszenz nach schwerer Krankheit. … Die Aufnahme, die er mit unendlicher Mühe und Geduld etwa drei Jahre nach Ausbruch der Krankheit 1999 herausbrachte … ist sein ‚Heiligenstätter Testament‘: schlichte Balladen aus dem Great American Songbook, schnörkellose Klangstudien ohne allen rhetorischen Aufwand, eben das, was ihm spieltechnisch noch möglich war. Man meint, einer privaten Soiree im Hause Jarrett hinter den Hügeln von New Jersey beizuwohnen.“
Der Kritiker John Ephland vergab im Down Beat 1999 4 Sterne: „Es überrascht nicht, dass das Spiel auf dieser Solo-Klavieraufnahme zurückhaltend ist, aber es mangelt nicht an Ernsthaftigkeit, Leidenschaft oder Fokus. Die Musik ist exquisit, beunruhigend und entwaffnend, da der Virtuose die Schnörkel umgeht und sich stattdessen dafür entscheidet, einfach zu sprechen.“ Angesichts des Ergebnisses fragt Ephland, wieso Jarrett nicht schon früher ein Soloalbum mit Standards aufgenommen hat: „In gewisser Weise ist diese reduzierte, ikonoklastische Herangehensweise klassisch Jarrett: Einfach und doch radikal, niemand spielt heutzutage im Jazz ‚einfach‘ die Musik; es ‚muss‘ immer Thema und Variation geben. Hier nicht.“
Negativ war die Bewertung durch Richard S. Ginell von Allmusic, der dem Album nur 2½ von 5 Sternen zuerkannte mit der Begründung: „Diesen Aufnahmen fehlt es an Farbe, Kontrast und Leben; und während man sich freut, dass Jarrett wieder die Energie aufbringt um Musik zu machen, sind die Ergebnisse für eine Zeit lang berührend, verlieren aber schnell ihren Reiz.“ Auch Doug Ramsey vermisste in der JazzTimes den ausladenden und forschen Geist früherer Solo-Alben. Vom Zugang her erinnere das Album über weite Strecken eher an seine Mozart-Interpretationen; die Tempi seien langsam und die Oberflächen ruhig, was das Hören leicht mache. Positiv war das Ranking als #2 Jazzalbum im Critics Poll 2000 des Down Beat, sowie das Rating #A in Entertainment Weekly.

## Transkriptionen
- My Wild Irish Rose, transkribiert von Evilásio Vilar
- Shenandoah, transkribiert von Douglas Gould
- weitere autorisierte Transkriptionen einzelner Titel bei keithjarrett.org